# Orlando Cruz
Orlando Cruz (přezdívaný Fenomén, španělsky El Fenómeno, * 1. července 1981, Yabucoa, Portoriko) je portorický boxer pérové váhy, reprezentant Portorika na Letních olympijských hrách 2000 v Sydney a první boxer historie, který se během aktivní kariéry přiznal k homosexualitě.

## Osobní život
V polovině října 2012 přiznal v 31 letech jako první aktivní boxer historie svou homosexualitu slovy „Jsem hrdý gay.“ Box byl přitom dosud pokládán za doménu heterosexuálních mužů a Cruz se tak vystavil riziku projevů předsudků mezi některými fanoušky, promotéry a odborníky. Podporu mu v souvislosti s tím vyjádřila rodina, portoričtí spoluobčané, a ze známých osobností například portorický boxer Miguel Cotto.